# HD93234
HD93234 — хімічно пекулярна зоря спектрального класу
B9 й має видиму зоряну величину в смузі V приблизно  8,9.

## Пекулярний хімічний склад
Зоряна атмосфера HD93234 має підвищений вміст 
Si
.